# باول رامزي
باول رامزي (بالإنجليزية: Paul Ramsey)‏ هو عالم عقيدة أمريكي، ولد في 10 ديسمبر 1913 في مندنهال في الولايات المتحدة، وتوفي في 29 فبراير 1988 في برينستون في الولايات المتحدة.